# Movimento Repubblicani Europei
Movimento Repubblicani Europei (MRE), "Rörelsen europeiska republikaner", var ett litet liberalt center-vänsterparti i Italien. Det var medlem i Europeiska liberala, demokratiska och reformistiska partiet (ELDR). Partiet var associerat med Demokratiska partiet. MRE grundades den 6 mars 2001 och upplöstes den 28 februari 2011.